# Сизово (Вязниковский район)
Сизо́во  — деревня в составе муниципального образования Октябрьского сельского поселения в Вязниковском районе Владимирской области России. Этот населённый пункт состоит из одной улицы.

## География
Сизово расположено около 5 километров по автодороге (юго-западнее) от Вязников, 2 километров от железнодорожной станции Сеньково на линии Ковров — Нижний Новгород. Есть от п. ст. Сеньково однополосная асфальтовая дорога советских времён, проходящая через Сизово до Большевысоково. От автостанции Вязники до Большевысоково ходят рейсовые автобусы.

## Население
| 1859 | 1905 | 1926 | 2002 | 2010 | 2021 |
| ---- | ---- | ---- | ---- | ---- | ---- |
| 68   | ↗77  | ↗104 | ↘13  | ↘3   | ↗4   |